# جاي إيلي بولينجوي
جاي إيلي بولينجوي (مواليد 4 أبريل 1968) هو ملاكم غابوني، مثّل بلاده في الألعاب الأولمبية الصيفية 1996.

## روابط خارجية
جاي إيلي بولينجوي على موقع اللجنة الأولمبية الدولية (الإنجليزية)
- جاي إيلي بولينجوي على موقع أوليمبيديا (الإنجليزية)